# ゴマ科

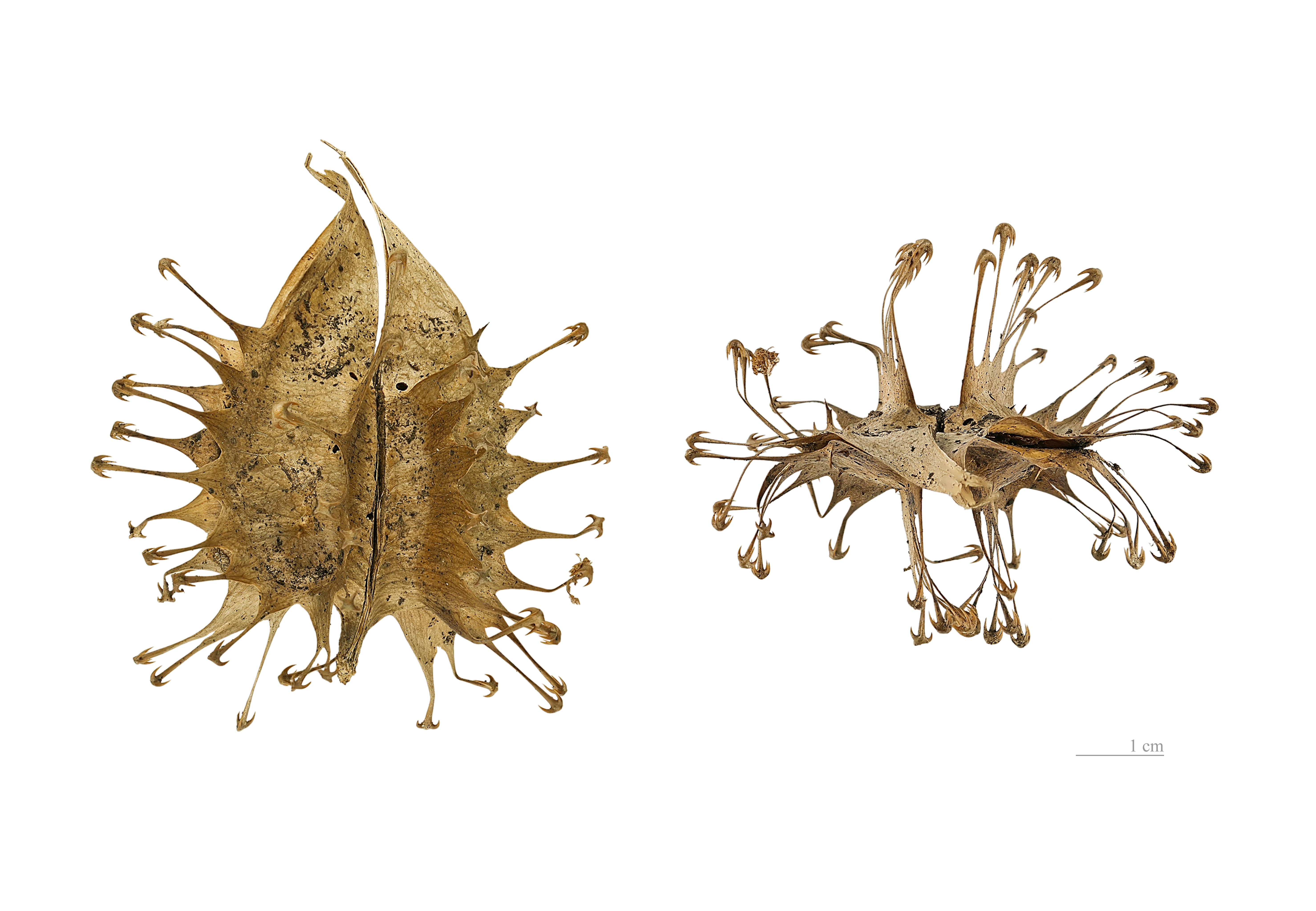
Uncarina ankaranensis

ゴマ科（ゴマか、Pedaliaceae）は、双子葉植物の科である。APG植物分類体系ではシソ目に属す。東南アジアから南アジア、マダガスカル、アフリカ南部にかけて、熱帯地方を中心に分布し、大部分が草である。作物のゴマ（胡麻）が最も有名で、胡麻の種子と、それを搾って得られるごま油は、今や世界的に重要な食材になっている。日本にも水草のヒシモドキが自生している。
狭義のゴマ科は14属50種ほどで、クロンキスト体系の分類ではさらにツノゴマ科（5属17種ほど）もゴマ科に含めているが、APG分類体系では別科とする。
花は合弁花で、花びらは筒状、先は5裂する。果実は胡麻のように多数の種子を含む蒴果のほか、堅果もあり、とげを持つもの（ツノゴマ、ヒシモドキなど）もある。ツノゴマ科は葉や茎の表面の毛から粘液を分泌し、中にはこれで虫を捕らえる食虫植物もある（Ibicella属）。

## 属

### 狭義のゴマ科
- ゴマ科
  - Ceratotheca
  - Dicerocaryum
  - ハルパゴフィツム属 Harpagophytum - ライオンゴロシ
  - Holubia
  - Josephinia
  - Linariopsis
  - Pedaliodiscus
  - Pedalium
  - Pterodiscus
  - Rogeria
  - Sesamothamnus
  - ゴマ属 Sesamum - ゴマ
  - ヒシモドキ属 Trapella - ヒシモドキ （独立のヒシモドキ科とする説もある）
  - Uncarina - ウンカリーナ属

### クロンキスト体系に含まれる属
- ツノゴマ科
  - Craniolaria
  - Holoregmia
  - イビセラ属 Ibicella - キバナツノゴマ（イビセラ・ルテア）
  - Martynia
  - ツノゴマ属 Proboscidea - ツノゴマ